# Lamprops tenuis
Lamprops tenuis  (лат.) — вид морских кумовых раков из семейства Lampropidae (Malacostraca).

## Распространение
Западная часть Тихого океана: Японское море. Сублиторальный вид, встречается на глубинах от 3 до 32 м на песчаном грунте с гравием и валунами.

## Описание
Длина самок 5,5—6,0 мм. Отличаются от других кумовых рачков рода Lamprops мелкими размерами, полупрозрачными покровами, отсутствием субрострального выреза, одной боковой косо изогнутой складкой карапакса и длинным тельсоном. Отсутствуют брюшные конечности плеоподы. Анальная лопасть (тельсон) развита, свободная, несёт 5 апикальных шипиков (средний шип самый короткий). Небольшие ракообразные, внешним видом тела напоминающие головастиков: покрытая панцирем вздутая головогрудь и грудной отдел (покрыты общим панцирем карапаксом) укрупнены и контрастируют с более тонким брюшком (плеоном), заканчивающимся хвостовой вилкой. Антенны самок состоят из 4 или 5 сегментов (конечный членик удлиненный). Уроподы (удлинённые конечности шестого сегмента) имеют 3-члениковый эндоподит.
.

## Систематика
Вид был впервые описан в 2006 году российскими зоологами Людмилой Алексеевной Царевой (Институт морской биологии ДВО РАН, Владивосток) и Стеллой Владимировной Василенко (1936—2011; Зоологический институт РАН, Санкт-Петербург) (Tzareva L. & Vassilenko S. 2006). Встречается в российских водах Японского моря.